# 11 Dywizja Atomowych Okrętów Podwodnych

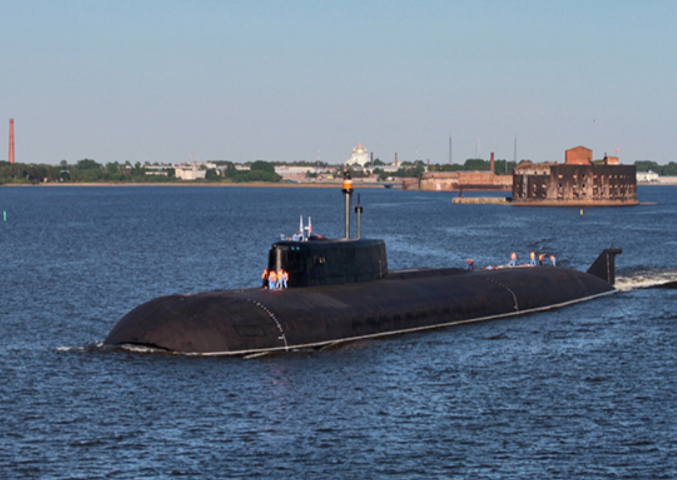
„Orzeł” w Zatoce Fińskiej

11 Dywizja Atomowych Okrętów Podwodnych m. 60-lecia ZSRR (11 DAOP) – morski związek taktyczny Sił Zbrojnych Federacji Rosyjskiej w strukturach Floty Północnej.
Dywizja wchodziła  w skład (2008) 11 Eskadry Atomowych Okrętów Podwodnych z Zaoziorska.  Stacjonowała w Bolszaja Łopatka, Zapadnaja Lica.

## Okręty
| Okręty dywizji w linii w 2008 |                 |                 |
| Nazwa                         | Typ             | Uwagi           |
| K-119 Woroneż                 | projekt 949A    | w linii od 1989 |
| K-266 Orzeł                   | projekt 949A    | w linii od 1992 |
| K-410 Smoleńsk                | projekt 949A    | w linii od 1990 |
| B-138 Obnińsk                 | projekt 671RTMK | w linii od 1990 |
| B-388 Sosnowy Bór             | projekt 671RTMK | w linii od 1988 |